# Desa Petirsari
Desa Petirsari är en administrativ by i Indonesien.   Den ligger i provinsen Jawa Tengah, i den västra delen av landet, 500 km öster om huvudstaden Jakarta. Desa Petirsari ligger vid sjön Telaga Braho.